# Ołeksij Rudyka
Ołeksij Pawłowycz Rudyka, ukr. Олексій Павлович Рудика, ros. Алексей Павлович Рудыка, Aleksiej Pawłowicz Rudyka (ur. 7 czerwca 1959 w Zaporożu) – ukraiński piłkarz, grający na pozycji bramkarza, trener piłkarski.

## Kariera piłkarska

### Kariera klubowa
Wychowanek Szkoły Piłkarskiej Striła Zaporoże. Pierwszy trener W.Kindrat. W 1977 rozpoczął karierę piłkarską w Metałurhu Zaporoże. W 1979 został powołany do wojska, gdzie bronił barw SKA Odessa. Po zwolnieniu z wojska został w 1983 piłkarzem Torpeda Zaporoże. W 1987 przeszedł do Czajki Sewastopol, w której zakończył karierę piłkarza w roku 1989.

## Kariera trenerska
Po zakończeniu kariery piłkarskiej rozpoczął pracę szkoleniowca. Od 1990 pomagał trenować piłkarzy Czajki Sewastopol, a w maju 1991 stał na czele zespołu, którym kierował do lipca 1992 roku.

## Sukcesy i odznaczenia

### Sukcesy piłkarskie
Torpedo Zaporoże
- mistrz Ukraińskiej SRR wśród amatorów: 1986